# Yermólovka (Krasnodar)
Yermólovka (del ruso: Ермо́ловка) es un seló del distrito de Ádler de la unidad municipal de la ciudad-balneario de Sochi, en el krai de Krasnodar de Rusia, en el sur del país (Cáucaso occidental). Está situado en las colinas de la confluencia del arroyo Yermólovka en la orilla derecha del curso medio del río Psou , que hace de frontera entre Rusia y Abjasia/Georgia, 28 km al sureste de Sochi y 190 km al sureste de Krasnodar. Tenía 370 habitantes en 2010.
Pertenece al municipio Nizhneshílovskoye. 
Parte de la población está incluida en la zona sensible fronteriza. Del otro lado del río se halla la localidad abjasia de Mkalrypsh. Entre ambas se halla una pasarela cerrada actualmente por falta de un puesto fronterizo.

## Lugares de interés
Cabe destacar la iglesia de la localidad.